# Erich von Lenthe
Erich von Lenthe (geboren 20. September 1597 in Lenthe; gestorben 4. März 1683 ebenda) war ein deutscher Jurist, fürstlich Braunschweig-Lüneburgischer Hofrichter sowie Land- und Schatzrat.

## Leben
Erich von Lenthe war Abkömmling des niedersächsischen Uradelsgeschlechtes von Lenthe, Sohn
1. des Dietrich von Lenthe und der Louise von Bennigsen[3]
2. oder des  Dietrich Christian I. von Lenthe (1558–1632) und der Sidonia von Bennigsen (1564–1640).[2]

1612 immatrikulierte er sich an der Universität Genf, wo er unter anderem mit Calvinisten in Berührung kam. In seinem Tagebuch berichtete er unter anderem von seiner Kavalierreise durch Europa.

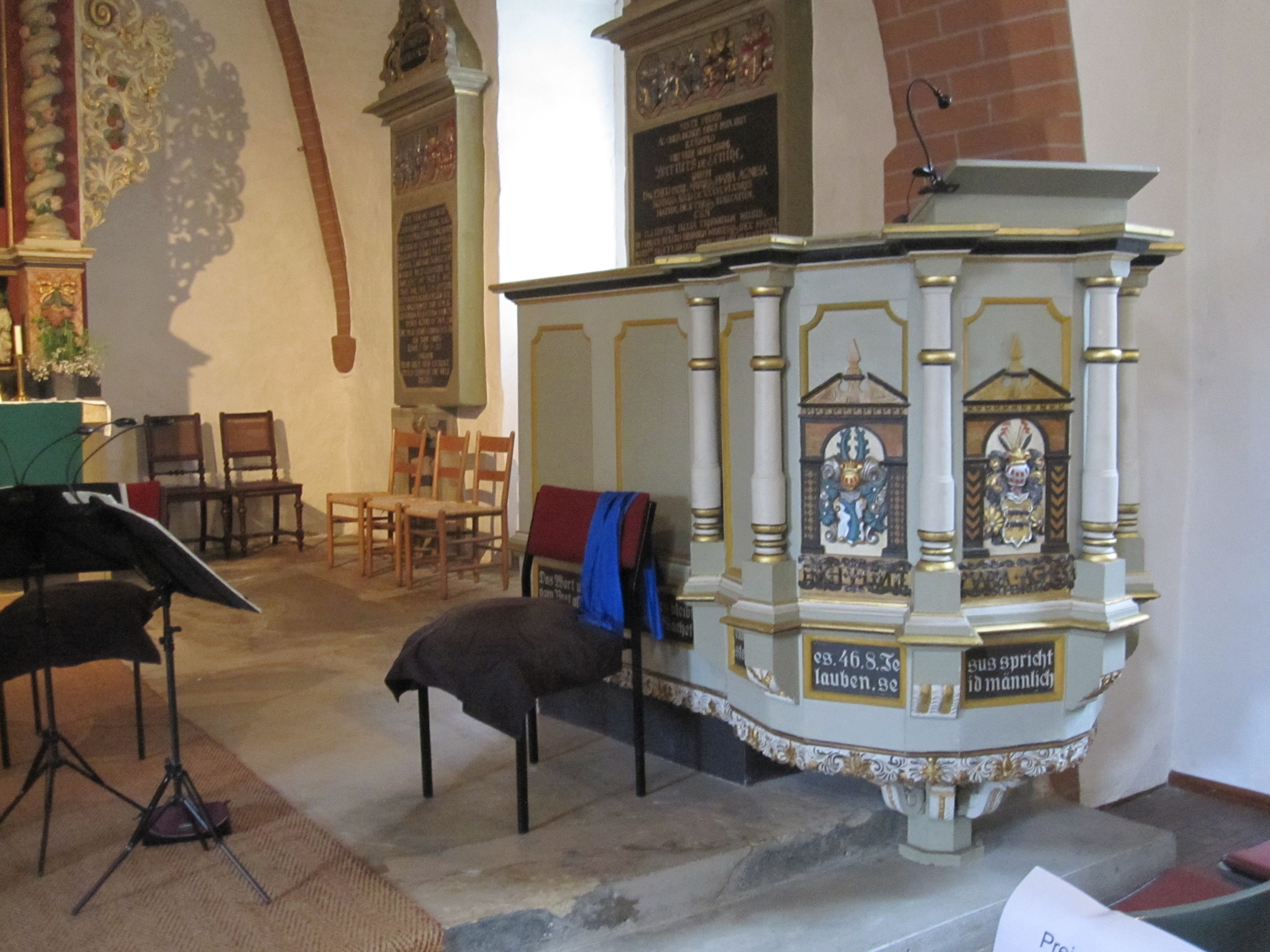
Die Kanzel mit den Wappen des Ehepaares in der Kirche zu den 10.000 Rittern

Der zeitweilige Herzoglich Calenbergische Vize-Hofrichter in Hannover war Erbherr auf Lenthe und heiratete 1629 die  Maria Agnes von Schenk zu Flechtingen beziehungsweise Maria Agnesa Schenk von Flechtingen (geboren 1602; gestorben 11. April 1641), Tochter des Christian von Flechtingen. Mutmaßlich stiftete das Ehepaar anlässlich ihrer Hochzeit in der Lenther Kirche zu den 10.000 Rittern „die farbenprächtige Kanzel“.
1670 beschaffte Erich von Lenthe den in der Lenther Kirche aufgestellten Taufstein. Von Lenthes Grabmal wurde ebenfalls unter den Kunstdenkmalen des gleichnamigen Ortes erfasst.

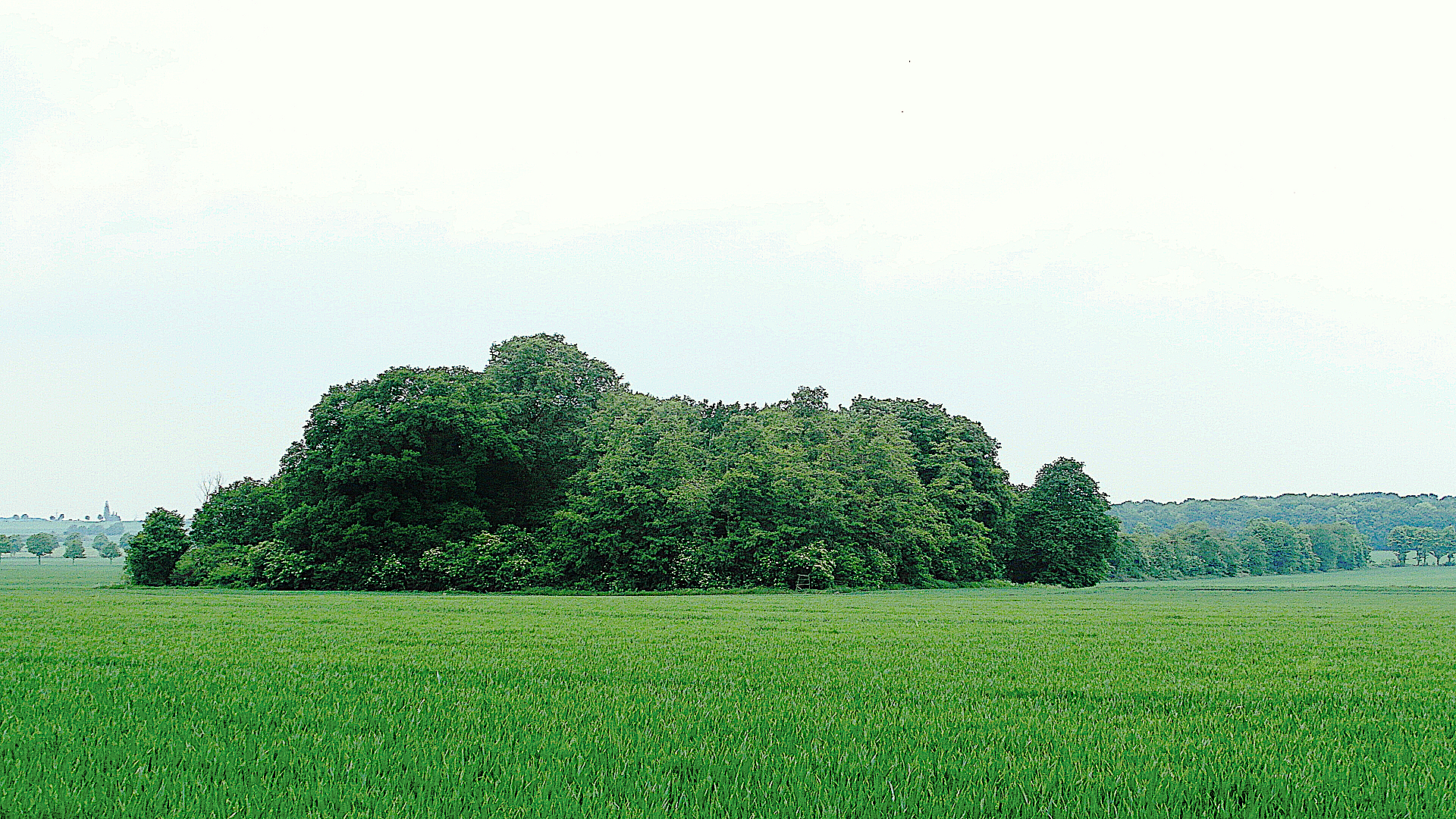
Der im Jahr des Westfälischen Friedens 1648 von Erich von Lenthe „mitten im Felde“ angelegte Baumbestand um den Osterteich

Sein Tagebuch hatte von Lenthe auch während des Dreißigjährigen Krieges fortgeführt, während er als Kriegskommissar für den Herzog von Braunschweig tätig gewesen war. Dort ist unter anderem nachzulesen, dass von Lenthe aus Dankbarkeit über das Kriegsende durch die Vereinbarungen im Westfälischen Frieden noch im selben Jahr 1648 „mitten im Felde“ einen „Lebekamp“ an dem heute unter Naturschutz stehenden Osterteich anlegte. Die dort von von Lenthe angepflanzten Bäume wurden noch in den 1930er Jahren „lebende Zeugen“ für den Friedensschluss beschrieben.

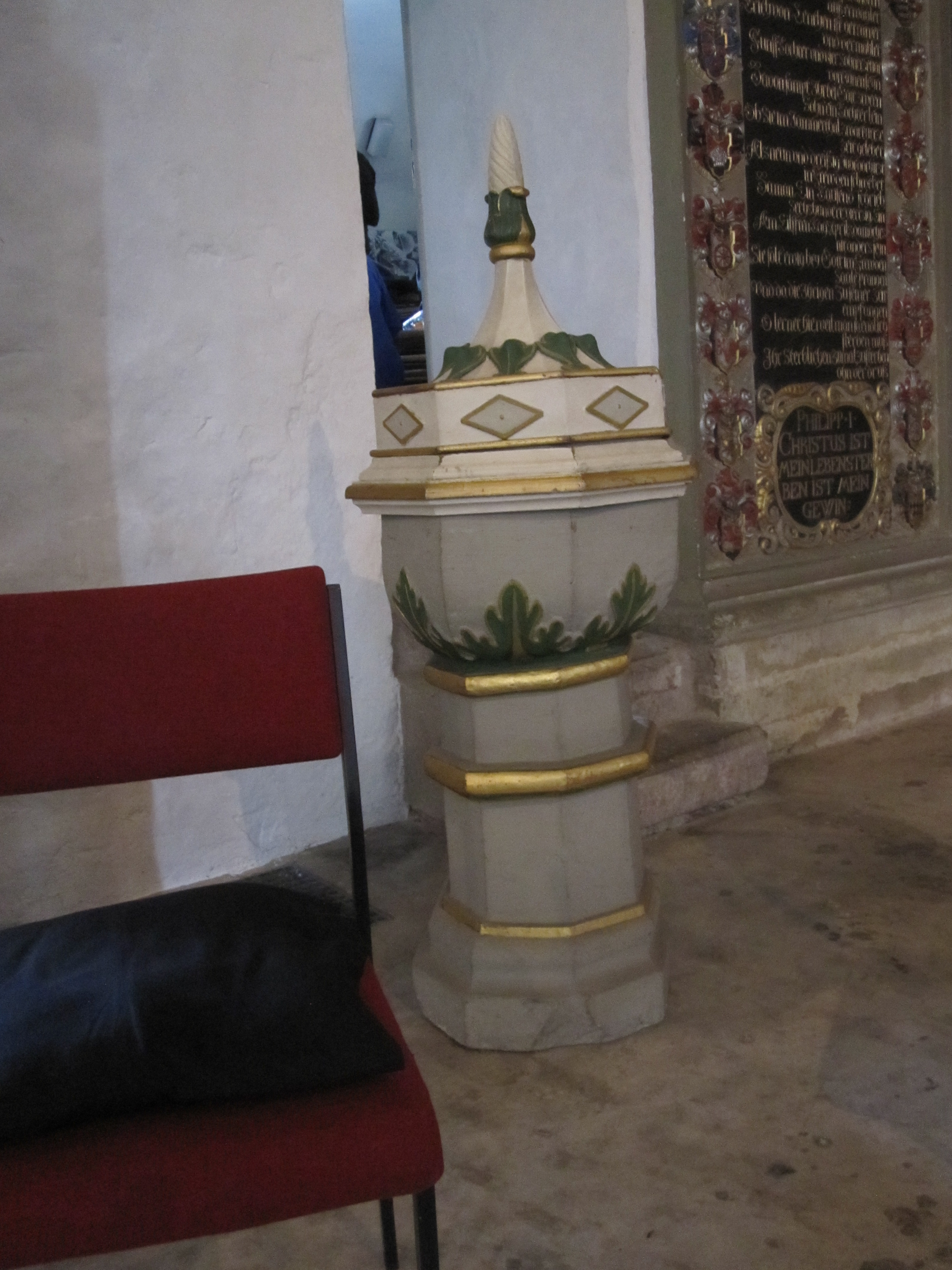
Der 1670 von Erich von Lenthe beschaffte Taufstein der Kirchengemeinde

## Familie
Aus der Ehe mit Maria Agnesa gingen fünf Töchter und vier Söhne hervor, darunter:
- zwei Söhne und eine Tochter waren bereits zum Zeitpunkt des Todes der Mutter (11. April 1641) verstorben
- Dieterich Christian von Lenthe (3. Oktober 1630–23. Januar 1696), später Fürstlich Cellische Wittumsrat und Hofmeister ⚭ 1675 mit Magdalene Ilse (geborene von Rheden), mit der er 8 Kinder hatte (4 Töchter und 4 Söhne).
- Werner von Lenthe (6. Oktober 1636–16. Juni 1669).
- Eine Tochter wurde Äbtissin (Domina) im Kloster Wennigsen
- Eine Tochter heiratete einen Herrn von Mandelsloh
- Eine Tochter starb 1694 oder 1695

Nach dem Tod der ersten Frau heiratete er erneut. Die zweite Frau starb zwischen 1664 und 1666.
- Jost Wilhelm von Lenthe (gestorben vor 1695)

## Archivalien
Archivalien von und über Erich von Lenthe finden sich beispielsweise
- im Niedersächsischen Landesarchiv (Abteilung Hannover) als Verzeichnung einer Akte
  - für die Laufzeit von 1624 bis 1650 unter dem Titel Streitigkeiten zwischen den Söhnen Curds von Lenthe (109), Untergut, mit Dieterich (108) und Erich von Lenthe, (125) Obergut, 1624. Konsens des Erich von Lenthe (125) betr. die Versetzung einer Wiese in Groß Hilligsfeld (Afterlehn der Reimers in Groß Hilligsfeld), 1650 (1 Original und 1 Abschrift), Archivsignatur NLA HA Dep. 125 Acc. 2001/16 Nr. 9 (alte Signatur Dep. 125 B Nr. 9)[10]
  - für die Laufzeit 1675 bis 1807 unter dem Titel Nachrichten von dem Untergut Lenthe, darin
    - 1) 1675 Erich von Lenthes (108) Bericht betreffend Inventar des Hofes nach dem Tode von Curd von Lenthe (109) bzw. Erich August von Lenthe (130) mit Bewertung (2 mal);
    - 2) Beschreibung des Hofes, der „Dreckhof“ genannt; Ländereien, Zehnten, Holz, 1675;
    - 3) Anschlag des Gutes 1781 mit 1695 Reichstalern 9 Groschen 2 3/8 Pfennig;
    - 4) Austausch und Abtretung von Ländereien 1806/1807 mit 5 Lageplänen (dabei 3 doppelt); Archivsignatur NLA HA Dep. 125 Acc. 2001/16 Nr. 9 (alt: Dep. 125 B Nr. 34)[11]